# Liste der Kreisstraßen im Landkreis Kaiserslautern
Die Liste der Kreisstraßen im Landkreis Kaiserslautern ist eine Auflistung der Kreisstraßen im rheinland-pfälzischen Landkreis Kaiserslautern.

## Abkürzungen
- K: Kreisstraße
- L: Landesstraße

## Liste
Die Kreisstraßen behalten die ihnen zugewiesene Nummer in der Regel nicht bei einem Wechsel in einen anderen Landkreis oder in eine kreisfreie Stadt. Nicht vorhandene bzw. nicht nachgewiesene Kreisstraßen werden in Kursivdruck gekennzeichnet, ebenso Straßen und Straßenabschnitte, die unabhängig vom Grund (Herabstufung zu einer Gemeindestraße oder Höherstufung) keine Kreisstraßen mehr sind.
Der Straßenverlauf wird in der Regel von Nord nach Süd und von West nach Ost angegeben.
| Nr.  | Verlauf |
| ---- | --- |
| K 1  | L 358 in Elschbacherhof – L 356 in Hütschenhausen |
| K 3  | L 356 in Hütschenhausen – Olenkorb – L 395 in Hauptstuhl |
| K 4  | (K 59 im Landkreis Kusel) – Kreisgrenze – Katzenbach – K 6 – L 356 in Spesbach                                                                              |
| K 6  | L 367 in Reichenbach-Steegen – Fockenberg-Limbach – K 14 – Reuschbach – K 11 – Kirchmohr – L 363 – Schrollbach – Katzenbach – K 4 – L 356 in Hütschenhausen |
| K 7  | L 363 in Niedermohr – Kreisgrenze – (K 54 im Landkreis Kusel)                                                                                               |
| K 9  | L 366 in Kottweiler-Schwanden – Steinwenden – L 363 – Weltersbach – K 10 – L 356                                                                            |
| K 10 | K 9 in Weltersbach – L 363 |
| K 11 | K 6 in Reuschbach – L 363 in Obermohr |
| K 13 | L 369 in Schwedelbach – K 18 – Weilerbach – K 19 – L 356 – L 367 – K 25 – L 367 – Rodenbach – Kreisgrenze – (K 11 in Kaiserslautern)                        |
| K 14 | (K 33 im Landkreis Kusel) – Kreisgrenze – K 6 in Fockenberg-Limbach                                                                                         |
| K 18 | Pörrbach – K 19 – K 13 |
| K 19 | K 18 – Erzenhausen – K 20 – K 13 in Weilerbach |
| K 20 | K 21 – K 19 |
| K 21 | Eulenbis – K 20 – L 356 |
| K 22 | Obersulzbach – in Sulzbachtal |
| K 23 | Kühbörncheshof – in Katzweiler |
| K 24 | in Katzweiler – Stockborn – Kreisgrenze – (K 8 in Kaiserslautern)                                                                                           |
| K 25 | K 13 – Rodenbach – Kreisgrenze – (K 5 in Kaiserslautern) |
| K 27 | Frankelbach – in Olsbrücken |
| K 28 | in Olsbrücken – Wörsbach – L 382 |
| K 29 | Neuhof – L 382 |
| K 30 | L 382 – Amoshof |
| K 31 | (K 47 im Landkreis Kusel) – Kreisgrenze – Morbach – K 76 – Niederkirchen – L 382 – Heimkirchen – K 32 – Holbornerhof – L 382 in Schallodenbach              |
| K 32 | K 31 – (Abzweig zur K 5 im Donnersbergkreis) – Kreuzhof – K 71 – Kreisgrenze – (K 6 im Donnersbergkreis)                                                    |
| K 33 | L 382 in Schneckenhausen – Horterhof |
| K 34 | Lauerhof – L 382 in Otterberg |
| K 35 | L 387 – Drehenthalerhof |
| K 36 | L 382 – Münchschwanderhof |
| K 37 | L 382 in Otterberg – Weinbrunnerhof |
| K 39 | L 387 in Otterberg – Kreisgrenze – (K 10 in Kaiserslautern)                                                                                                 |
| K 40 | L 389 in Otterbach – Kreisgrenze – (K 2 in Kaiserslautern)                                                                                                  |
| K 41 | Reichenbacherhof – L 389 |
| K 42 | L 382 in Mehlingen – Niedermehlingerhof – L 382 in Enkenbach                                                                                                |
| K 43 | – L 395 in Alsenborn |
| K 44 | L 395 – Daubenbornerhof |
| K 46 | Diemerstein – in Frankenstein (2014 zur Gemeindestraße abgestuft)                                                                                           |
| K 47 | – L 504 in Waldleiningen |
| K 49 | (K 4 in Kaiserslautern) – Kreisgrenze – |
| K 50 | L 500 – Trippstadt – K 53 – L 503 |
| K 51 | L 500 in Oberhammer – Hasenberg – Sägmühle – Neuhof |
| K 53 | (K 4 in Kaiserslautern) – Kreisgrenze – Alte Schmelz – Stelzenberg – K 55 – K 54 – K 50 in Trippstadt                                                       |
| K 54 | Langensohl – K 53 |
| K 55 | L 500 – K 53 in Stelzenberg |
| K 59 | L 363 in Linden – Krickenbach – |
| K 60 | L 363 – K 63 – – K 61 – L 472 – Kreisgrenze – (K 16 im Landkreis Südwestpfalz)                                                                              |
| K 61 | K 63 in Oberarnbach – K 60 – L 363 in Bann |
| K 62 | L 389 in Otterbach – Kreisgrenze – (K 12 in Kaiserslautern)                                                                                                 |
| K 63 | K 60 – Oberarnbach – K 61 – Kreisgrenze – (K 20 im Landkreis Südwestpfalz)                                                                                  |
| K 64 | L 469 in Mittelbrunn – Kreisgrenze – (K 16 im Landkreis Südwestpfalz)                                                                                       |
| K 65 | in Meisenheim – Kreisgrenze – (K 50 im Landkreis Kusel) |
| K 66 | K 68 in Langwieden – L 465 – L 469 in Mittelbrunn |
| K 67 | K 68 in Gerhardsbrunn – L 469 – Kreisgrenze – (K 21 im Landkreis Südwestpfalz)                                                                              |
| K 68 | Schernau – L 466 – Langwieden – K 66 – L 465 – Gerhardsbrunn – K 67 – Kreisgrenze – (K 70 im Landkreis Südwestpfalz)                                        |
| K 71 | (K 85 im Donnersbergkreis) – Kreisgrenze – K 32 |
| K 72 | K 77 in Schopp – Kreisgrenze – (K 29 im Landkreis Südwestpfalz)                                                                                             |
| K 73 | Bahnhof Schopp – |
| K 74 | (K 50 im Landkreis Kusel) – Kreisgrenze – L 464 in Lambsborn                                                                                                |
| K 75 | (K 8 im Landkreis Kusel) – Kreisgrenze – L 357 |
| K 76 | (K 70 im Landkreis Kusel) – Kreisgrenze – K 31 in Morbach                                                                                                   |
| K 77 | – Schopp – K 72 – |
| K 78 | – Stüterhof |
| K 79 | L 356 – Ramstein – Miesenbach – L 366 – Mackenbach – L 356/L 369                                                                                            |